# Morgan Nunataks, Västantarktis
Morgan Nunataks är nunataker i Antarktis. De ligger i Västantarktis. Argentina, Chile och Storbritannien gör anspråk på området.